# غزل سادات
غزل سادات (زاده ۱۲ فوریه ۱۹۸۱ در کابل)، خواننده و بازرگان اهل افغانستان است.

## زندگی‌نامه
غزل سادات در شهر کابل به دنیا آمده است. پدر و مادر او سادات و اهل ولایت، هرات هستند. خانواده او به دلیل جنگ های داخلی مجبور به ترک افغانستان شدند و به ترکیه رفتند. غزل تحصیلات ابتدایی را در استانبول ترکیه گذرانده و سال‌ها در ترکیه ساکن بود. سپس برای گذراندن دوره‌های آموزش عالی به کانادا رفت و در شهر مونترال کانادا به تحصیل مشغول شد. او به عنوان متخصص بهداشت در رشته دندانسازی موفق به فارغ‌التحصیلی گردید. 
در حال حاضر غزل در شهر دبی در کشور امارات متحده عربی مشغول تجارت است. او در شرکت تولید آب سرمایه‌گذاری کرده و همچنین در منطقه جمیرا صاحب سه هتل است.